# Chánh văn phòng Nội các (Argentina)
Chánh văn phòng Nội các, theo cách gọi chính thức là Chánh văn phòng Nội các Bộ trưởng của Nhà nước Argentina (tiếng Tây Ban Nha: Jefe del Gabinete de Ministros de la Nación Argentina) là một chức vụ chính trị của Argentina, có chức năng tương đương một thủ tướng, được tạo ra bởi bản Hiến pháp sửa đổi năm 1994.
Chánh văn phòng đương nhiệm là ông Santiago Cafiero, người phục vụ trong nội các của Tổng thống Alberto Fernandez.